# 𐞘
Cette page contient des caractères spéciaux ou non latins. S’ils s’affichent mal (▯, ?, etc.), consultez la page d’aide Unicode.
𐞘, appelée j sans point barré crosse en exposant, j sans point barré crosse supérieur ou lettre modificative j sans point barré crosse, est un symbole phonétique de certaines variantes de l’alphabet phonétique international. Il est formé de la lettre j sans point barré crosse ‹ ʄ › mise en exposant.

## Utilisation
Dans certaines transcriptions de l’alphabet phonétique international (API), ‹ 𐞘 › peut être utilisé pour indiquer l’articulation occlusive palatale injective.

## Représentations informatiques
La lettre modificative j sans point barré crosse peut être représenté avec les caractères Unicode suivants (Latin étendu – F) :
| formes       | représentations | chaînes de caractères | points de code | descriptions                                            | note                            |
| ------------ | --------------- | --------------------- | -------------- | ------------------------------------------------------- | ------------------------------- |
| modificative | 𐞘               | 𐞘                     | U+10798        | lettre modificative minuscule j sans point barré crosse | codé pour le symbole phonétique |